# Misha Auer
Misha Auer, nato Michail Semënovič Unkovskij (in russo: Михаил Семёнович Унковский; Pietroburgo, 17 novembre 1905 – Roma, 5 marzo 1967), è stato un attore russo naturalizzato statunitense.

## Biografia
Nacque a Pietroburgo da un ufficiale della marina, Semën Ivanovič Unkovskij (1871–1921), sposato alla figlia di Leopold Auer, famoso violinista ungherese, Zoja L'vovna Unkovskaja Auer.
Il nonno si era trasferito negli Stati Uniti dopo la rivoluzione d'ottobre e dopo la morte della figlia per tifo riuscì a fare in modo che il futuro attore lo raggiungesse.
Iniziò a lavorare negli anni venti, dopo aver cambiato il proprio cognome in onore del nonno materno. Si trasferì a Hollywood nel 1928 e lì iniziò la carriera.
Fece la sua prima apparizione in La casa del terrore (1928). Ebbe diversi ruoli piccoli e per lo più non accreditati negli anni trenta, comparendo in film come Rasputin e l'imperatrice (1932), Viva Villa! (1934) e I lancieri del Bengala (1935).
Nel 1936 Auer ebbe la parte di un falso nobile nella commedia L'impareggiabile Godfrey, ottenendo poi la candidatura all'Oscar al miglior attore non protagonista. Mentre prima veniva chiamato per interpretare per lo più cattivi, da questo momento fu regolarmente scritturato in ruoli comici. 

Misha Auer con Carlo Campanini in un varietà alla Radio Rai di Roma nel 1951

All'apice della carriera, ottenne il ruolo dell'insegnante di danza russo, Boris Kolenkhov, nel film vincitore dell'Oscar L'eterna illusione, dove si rivolge a Jean Arthur con la battuta «Ah, my little Rubishka!», e del principe diventato stilista nel film Modella di lusso (1938).
Auer apparve inoltre in film come Cento uomini e una ragazza (1937), Partita d'azzardo (1939), Parata di primavera (1940), Hellzapoppin' (1941), Cracked Nuts (1941) e Le schiave della città (1944). Fece anche parte del numeroso cast di Dieci piccoli indiani (1945).
Negli anni cinquanta apparve in diverse serie televisive come Westinghouse Desilu Playhouse, Studio One, Broadway Television Theatre e The Chevrolet Tele-Theatre. Dagli anni quaranta agli anni sessanta girò diversi film in Francia e in Italia, tra cui uno con Totò, Che fine ha fatto Totò Baby? (1964), e uno con Franco e Ciccio,  I due mafiosi (1964).
Auer si sposò quattro volte ed ebbe tre figli. Morì a Roma nel 1967 per un infarto.

## Filmografia parziale

### Cinema
- La casa del terrore (Something Always Happens), regia di Frank Tuttle (1928)
- I prodigi del 2000 (Just Imagine), regia di David Butler (1930)
- Paramount Revue, regia di Otto Preminger, Ernst Lubitsch (1930)
- The Royal Bed, regia di Lowell Sherman (1931)
- La spia (The Spy), regia di Berthold Viertel (1931)
- Il passaporto giallo (The Yellow Ticket), regia di Raoul Walsh (1931)
- Mata Hari, regia di George Fitzmaurice (1931)
- Nell'oasi del terrore (The Unholy Garden), regia di George Fitzmaurice (1931)
- La piccola emigrante (Delicious), regia di David Butler (1931)
- Non c'è amore più grande (No Greater Love), regia di Lewis Seiler (1932)
- Rasputin e l'imperatrice (Rasputin and the Empress), regia di Richard Boleslawski (1932)
- Il canto della culla (Cradle Song) regia di Mitchell Leisen (1933)
- Tarzan l'indomabile (Tarzan the Fearless), regia di Robert F. Hill (1933)
- Viva Villa!, regia di Jack Conway (1934)
- Un'ombra nella nebbia (Bulldog Drummond Strikes Back), regia di Roy Del Ruth (1934)
- Student Tour regia di Charles Reisner (1934)
- My Grandfather's Clock, regia di Felix E. Feist (1934)
- Biography of a Bachelor Girl, regia di Edward H. Griffith (1935)
- La donna del mistero (Mystery Woman), regia di Eugene Forde (1935)
- I lancieri del Bengala (The Lives of a Bengal Lancer), regia di Henry Hathaway (1935)
- Il conquistatore dell'India (Clive of India), regia di Richard Boleslawski (1935)
- I crociati (The Crusades), regia di Cecil B. DeMille (1935)
- Notte di carnevale (I Dream Too Much), regia di John Cromwell (1935)
- We're Only Human, regia di James Flood (1935)
- Tre strani amici (Tough Guy), regia di Chester M. Franklin (1936)
- La ragazza di Parigi (That Girl from Paris), regia di Leigh Jason (1936)
- L'impareggiabile Godfrey (My Man Godfrey), regia di Gregory La Cava (1936)
- Notti messicane (The Gay Desperado), regia di Rouben Mamoulian (1936)
- L'inferno del jazz (Top of the Town), regia di Ralph Murphy (1937)
- Baciami così (It's All Yours), regia di Elliott Nugent (1937)
- Tre ragazze in gamba (Three Smart Girls), regia di Henry Koster (1937)
- Cento uomini e una ragazza (One Hundred Men and a Girl), regia di Henry Koster (1937)
- Capriccio di un giorno (We Have Our Moments), regia di Alfred L. Werker (1937)
- L'inafferrabile signor Barton (Prescription for Romance), regia di Sylvan Simon (1937)
- Scegliete una stella (Pick a Star), regia di Edward Sedgwick (1937)
- Modella di lusso (Vogues of 1938), regia di Irving Cummings (1938)
- Bisticci d'amore (Sweethearts), regia di W. S. Van Dyke (1938)
- Lo stravagante dottor Mischa (Little Tough Guys in Society), regia di Erle C. Kenton (1938)
- Servizio di lusso (Service de Luxe), regia di Rowland V. Lee (1938)
- L'eterna illusione (You Can't Take It with You), regia di Frank Capra (1938)
- Partita d'azzardo (Destry Rides Again), regia di George Marshall (1939)
- Un angolo di cielo (East Side of Heaven), regia di David Butler (1939)
- Un bimbo in pericolo (Unexpected Father), regia di Charles Lamont (1939)
- Parata di primavera (Spring Parade), regia di Henry Koster (1940)
- La taverna dei sette peccati (Seven Sinners), regia di Tay Garnett (1940)
- La valle dei forti (Trail of the Vigilantes), regia di Allan Dwan (1940)
- Hellzapoppin', regia di H.C. Potter (1941)
- L'ammaliatrice (The Flame of New Orleans), regia di René Clair (1941)
- L'inafferrabile spettro (Hold That Ghost), regia di Arthur Lubin (1941)
- Letti gemelli (Twin Beds), regia di Tim Whelan (1942)
- Le schiave della città ((Lady in the Dark), regia di Mitchell Leisen (1944)
- Nella camera di Mabel (Up in Mabel's Room), regia di Allan Dwan (1944)
- Scandalo a corte (A Royal Scandal), regia di Otto Preminger (1945)
- Milioni in pericolo (Brewster's Millions), regia di Allan Dwan (1945)
- Dieci piccoli indiani (And Then There Were None), regia di René Clair (1945)
- Rosso il cielo dei Balcani (Sofia), regia di John Reinhardt (1948)
- Per te io muoio (For You I Die), regia di John Reinhardt (1948)
- Al diavolo la celebrità, regia di Mario Monicelli e Steno (1949)
- Biancaneve e i sette ladri, regia di Giacomo Gentilomo (1949)
- Vivere a sbafo, regia di Giorgio Ferroni (1950)
- Ragazze folli (Futures Vedettes), regia di Marc Allégret (1955)
- La picara molinera, regia di León Klimovsky con Felix Acaso (1954)
- Rapporto confidenziale (Mr. Arkadin), regia di Orson Welles (1955)
- Frou-Frou, regia di Augusto Genina (1955)
- Montecarlo, regia di Samuel A. Taylor (1956)
- Tabarin, regia di Richard Pottier (1958)
- Che fine ha fatto Totò Baby?, regia di Ottavio Alessi (1964)
- Queste pazze, pazze donne, regia di Marino Girolami (1964)
- Cleopazza, regia di Carlo Moscovini (1964)
- I due mafiosi, regia di Giorgio Simonelli (1964)
- Per amore... per magia..., regia di Duccio Tessari (1967)

### Televisione
- Westinghouse Desilu Playhouse – serie TV, episodio 1x12 (1959)
- Le cause dell'avvocato O'Brien (The Trials of O'Brien) – serie TV, episodio 1x04 (1965)

## Doppiatori italiani
- Stefano Sibaldi in Partita d'azzardo, Parata di primavera, La taverna dei sette peccati, Helzapoppin', Le schiave della città, Dieci piccoli indiani (ridoppiaggio), Al diavolo la celebrità, Biancaneve e i sette ladri
- Carlo Romano in L'eterna illusione, Un bimbo in pericolo, Letti gemelli, I due mafiosi
- Gualtiero De Angelis in I crociati, L'impareggiabile Godfrey
- Giorgio Capecchi in L'ammaliatrice, L'inafferrabile spettro
- Leo Garavaglia in Cento uomini e una ragazza
- Bruno Persa in Rapporto confidenziale
- Renato Turi in Frou-Frou

## Riconoscimenti
Premi Oscar 1937 – Candidatura all'Oscar al miglior attore non protagonista per L'impareggiabile Godfrey